# Ophisops
Ophisops es un género de lagartos escincomorfos de la familia Lacertidae.

## Clasificación
Comprende las siguientes especies:
- Ophisops beddomei (Jerdon, 1870)
- Ophisops elbaensis Schmidt & Marx, 1957
- Ophisops elegans Ménéntries, 1832
- Ophisops jerdonii Blyth, 1853
- Ophisops leschenaultii (Milne-Edwards, 1829)
- Ophisops microlepis Blanford, 1870
- Ophisops minor (Deraniyagala, 1971)
- Ophisops occidentalis (Boulenger, 1887)
- Ophisops venustus Patel, Vyas, Thackeray, Pal & Mirza, 2024[2]